# Лагора (Болоња)
Лагора (итал. Lagora) је насеље у Италији у округу Болоња, региону Емилија-Ромања.
Према процени из 2011. у насељу је живело 30 становника. Насеље се налази на надморској висини од 646 м.